# Alcantarea brasiliana
Alcantarea brasiliana es una especie  de planta perteneciente a la familia de las alcantareas. Es una especie endémica de Brasil.

## Taxonomía
Alcantarea brasiliana fue descrita por (L.B.Sm.) J.R.Grant y publicado en Tropische und subtropische Pflanzenwelt 91: 12. 1995.
Etimología;
Alcantarea: nombre genérico otorgado en homenaje a Pedro de Alcántara (1840-1889), segundo emperador de Brasil.
brasiliana: epíteto geográfico que alude a su localización en Brasil.
Basónimo
- Vriesea brasiliana L.B. Sm.